# 1805 год в театре

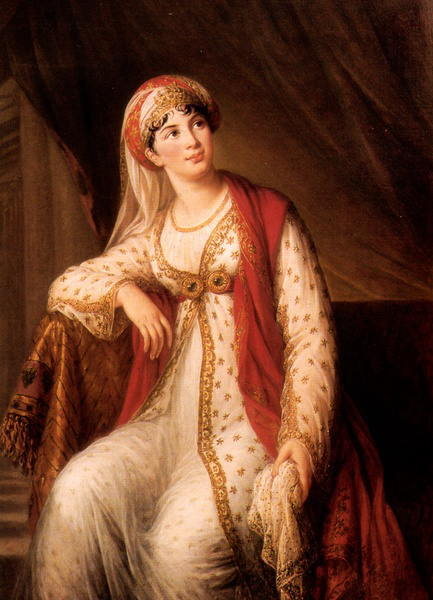
Джузеппина Грассини в опере Петера фон Винтера «Заира», портрет кисти Элизабет Виже-Лебрен, ок. 1805

1805 год в театре

## События
- 7 апреля — в венском театре «Ан дер Вин» впервые исполнена Третья симфония Людвига ван Бетховена.
- 3 октября — в Риеке (ныне Хорватия) открылся Новый городской театр, рассчитанный на 1600 зрителей.
- 22 октября (3 ноября) — В Москве сгорел Петровский театр, построенный в 1780 году архитектором Христианом Розбергом на месте, где ныне находится Большой театр.

### Постановки
- 29 января — в Лондоне, на сцене Королевского театра, состоялась премьера оперы Петера фон Винтера «Заира» по одноимённой пьесе[англ.] Вольтера.
- 26 июля — в Падуе, на сцене Нового театра[итал.], состоялась премьера оперы Симона Майра на либретто Гаэтано Росси «Супружеская любовь[англ.]». В сентябре спектакль был поставлен в Венеции, в Театре Сан-Бенедетто.
- 20 ноября — в Вене, на сцене театра «Ан дер Вин» под названием «Леонора» состоялась премьера единственной оперы Людвига ван Бетховена «Фиделио». Успеха у публики она не имела.

## Деятели театра
- Гаспаре Спонтини закончил оперу «Весталка».

### Родились
- Монпелье — французский драматург и режиссёр Жюль-Эдуар Альбуаз дю Пюйоль.
- Москва — русский комедийный актёр, артист Малого театра Василий Живокини.
- Санкт-Петербург — русская драматическая актриса, первая жена актёра Петра Каратыгина, Любовь Дюрова.
- Актриса Малого театра Аграфена Рыкалова.
- 8 января, Регенсбург, Бавария — немецкий декоратор и театральный машинист, с 1833 года работавший в Санкт-Петербурге, Андреас Леонгард Роллер.
- 5 марта, Париж — французский композитор, автор опер и балетов Теодор Лабарр.
- 9 марта, Париж — французская балерина, балетмейстер и педагог, с 1823 года работавшая в Москве, Фелицата Гюллень-Сор.
- 29 апреля, Париж — французский драматург, автор либретто оперы «Бенвенуто Челлини» Огюст Барбье.
- 14 мая, Копенгаген — датский композитор Йоханн Хартман.
- 12 (24) июня — русский певец и актёр, артист Большого, затем Малого театров Николай Никифоров.
- 5 июля, Турин — немецкий скрипач и композитор Леон де Сен-Любен.
- 21 июня, Берлин, — немецкий певец и композитор Карл Фридрих Куршманн.
- 8 июля, Неаполь — итальянский композитор, автор более 30 опер Луиджи Риччи.
- 29 июня (11 июля), Санкт-Петербург — русский актёр и драматург Пётр Каратыгин.
- 21 августа, Копенгаген — датский танцовщик, балетмейстер и педагог, автор более 50 балетов Август Бурнонвиль.
- 7 сентября, Валансьен — французская певица, первая исполнительница партии Эльвиры в опере «Немая из Портичи» Жюли Дорюс-Гра.
- 1 ноября 1805, Фано — итальянский композитор Алессандро Нини.

### Скончались
- 8 ноября, Париж — французский писатель и драматург Франсуа-Тома-Мари де Бакюлар д’Арно.